# Walter Höchstädter (Pfarrer)
Walter Höchstädter (* 9. Oktober 1907 in Nürnberg; † 13. Juli 1994 in Bubenreuth) war ein deutscher Pfarrer, Mitglied der Bekennenden Kirche (BK) und Kritiker des Nationalsozialismus.

## Leben
Walter Höchstädter wurde am 9. Oktober 1907 in Nürnberg geboren. Sein Vater war der Münchner Amtsrichter Emil Höchstädter, der dem kirchlichen, regimekritischen Kreis um Albert Lempp angehörte. Hierüber kam Höchstädter frühzeitig mit den Gedanken Karl Barths und der Bekennenden Kirche in Kontakt.
In seiner Jugend engagierte er sich im Deutschnationalen Jugendbund (DNJ). Schon während seiner Schulzeit in München engagierte er sich zudem in der jugendbewegten Gilde Hagen von Tronje der unter anderem auch der evangelische Theologe Helmut Gollwitzer angehörte. Neben Gollwitzer zählten auch die Theologen Karl-Heinz Becker und Georg Lanzenstiel zu seinem jugendbewegten und theologischen Freundeskreis.
Nach seinem Abitur 1927 am Wilhelmsgymnasium München begann er zunächst ein Studium der Mathematik und Physik in Marburg, wechselte aber schon Ende 1927 zum Studium der Theologie. In Marburg bewegte er sich im Umfeld der dortigen Burse. Als weitere Stationen seines Studiums folgten Erlangen und Tübingen, wo er sich zusammen mit Gollwitzer, inspiriert von Georg Merz, den Ideen Karl Barths zuwandte.
1931 legte Höchstädter sein Erstes Theologisches Examen ab. Hierauf folgte der Besuch des Predigerseminars in Nürnberg. Seine theologische Laufbahn begann für Höchstädter 1932 als Stadtvikar in Neu-Ulm. Seit 1935 fungierte Höchstädter als Pfarrer in Kulmbach. Hier lernte er auch seine spätere Frau Maria Federschmidt, Tochter von Dekan Gottfried Federschmidt, kennen, mit der er sich im September 1936 verlobte und die er im April 1937 heiratete. Aus dieser Ehe gingen mehrere Kinder hervor.
In Kulmbach sollte im April 1938 auch der regimekritische und dafür suspendierte Pfarrer Karl Steinbauer, den Höchstädter schon aus dem Lemppschen Kreis kannte, auf einer Pfarrkonferenz zum Thema „Predigt- und Aufenthaltverbot nach biblischer Sicht und heute“ sprechen. Statt des Vortrages kam es zur Vorladung Steinbauers ins Rathaus, der er zunächst begleitet von Höchstädter folgte, woran sich jedoch eine mehrtägige Inhaftierung anschloss. Höchstädter und seine Frau konnten ihren Gast lediglich mit zusätzlicher Kost, Bibel und Gesangbuch versorgen. Auch Höchstädter selbst wurde wegen regimekritischer Predigten und wegen Fürbitten für inhaftierte Brüder zur Polizei geladen, ohne jedoch dafür verurteilt oder inhaftiert zu werden.
Zu Beginn des Zweiten Weltkrieges wurde Höchstädter wie viele Pfarrer der Bekennenden Kirche zum Kriegsdienst einberufen. Nach Einsätzen in Frankreich und Jugoslawien als Soldat wurde er ab 1941 als Wehrmachtspfarrer eingesetzt. Es folgten Einsätze in Russland und Rumänien. Schon als Wehrmachtspfarrer in Dnipropetrowsk kritisierte er ein Schreiben des Bayrischen Landesbischofs Meiser: „Zu Ostern hat Landesbischof Meiser den im Felde stehenden Amtsbrüdern wieder, wie schon öfters, einen seelsorgerlichen Hirtenbrief gesandt. Diesem Schreiben legte er ein Heftchen von Hanns Lilje bei, betitelt ‚Der Krieg als geistige Leistung‘ (ersch. Im Furcheverlag Berlin). Dieses Schriftchen hat mich damals so maßlos erregt, daß ich es nach der Lektüre zerfetzte und in den Papierkorb warf. Hanns Lilje, welchen ich vom Kirchenkampf von verschiedenen Veröffentlichungen her kannte und den ich als einen Mann der BK mit kühlem Kopf einschätzte, handelt hier das Thema ‚Krieg‘ ab, wie eine mathematische Gleichung. […] Wie konnte er im Jahr des Rußlandfeldzuges diese Schrift schreiben? Wer sollten die Leser sein? Wollte er den Brüdern, die in verzweifelter Lage hin und hergerissen waren, ein gutes Gewissen geben? Oder wollte er den Leuten in Partei und Staat beweisen, daß auch die Bekennende Kirche sich zu diesem Krieg bekennt, also ein Alibi gegenüber der Gestapo, mit der auch er ja zu tun gehabt hat? Was hätten übrigens seine Freunde aus der Ökumene, mit denen er einst durch die christliche Studentenbewegung usw. Kontakt hatte, gesagt, wenn sie damals diese seine Schrift in die Hand bekommen hätten? Hätte er ihnen das Heft dedizieren können? – Wir in unserem Theologenkreis in Dniepropetrowsk waren einhellig einer Meinung: So geht das nicht, so kann man nicht reden.“
Auch Walter Höchstädters Vater Landgerichtsrat Emil Höchstädter kritisierte die Vorgänge während des Nationalsozialismus, indem er 1943 zusammen mit dem Orientalisten Wilhelm Hengstenberg im Namen des Lemppschen Kreises eine Denkschrift zur Judenverfolgung („Osterbotschaft Münchner Laien“) an Landesbischof Meiser übergab. Das Verlesen dieser Schrift brachte den Pfarrer Helmut Hesse in Haft, in deren Folge er verstarb.
Von dieser Botschaft beeinflusst und somit auch als „letzter Nachklang der Erschütterung im Lemppschen Kreis über die Vernichtung der Juden“ verfasste Höchstädter 1944 im französischen Lazarett in Annecy seine Flugschrift Darum seid nüchtern! Ein Gruss an die Brüder, die er hundertfach illegal vervielfältigte und verteilte. Nachforschungen über die Autorschaft liefen ins Leere, nachdem Höchstädter in Kriegsgefangenschaft geriet. Einige Hundert Exemplare kursierten in Folge unter deutschen Kriegsgefangenen in unterschiedlichen Lagern.
Darin hieß es: „Das Blut Millionen hingeschlachteter Juden, von Männern, Frauen und Kindern schreit heute gen Himmel. Da darf die Kirche nicht schweigen. Sie darf da nicht sagen, die Regelung der Judenfrage sei eine Angelegenheit des Staates [...] Wehe ihr, wenn sie das nicht tut! Wehe ihr, wenn sie durch Schweigen oder durch allerlei zweifelhafte Ausflüchte an den Hassausbrüchen der Welt mitschuldig wird!“
Nachdem Höchstädter als geistlicher Beistand an einer Erschießung deutscher Kriegsgefangener nahe Annecy teilnahm und sich erfolglos für die Erschossenen einsetzte, wurde er vom Lazarett ins Gefangenenlager überführt. Nach der Kriegsgefangenschaft nahm er seine Pfarrstelle in Kulmbach wieder auf. Es folgten Pfarrstellen in Diebach bei Rothenburg (ab 1947) in Tutzing (ab 1956) und ab 1961 in Schney bei Lichtenfels. Im Oktober 1973 trat Höchstädter seinen Ruhestand an. Im Jahr 1994 ist er in Bubenreuth verstorben.
In der Zeitschrift für bayerische Kirchengeschichte (ZBKG) wird Höchstädter zusammen mit seinem Freund Karl-Heinz Becker und seinem Mitstreiter Karl Steinbauer posthum für ihren persönlichen Einsatz hervorgehoben und geehrt:
„Eine vierte, zahlenmäßig sehr kleine Gruppe einzelner engagierter Laien und Theologen wie Karl-Heinz Becker, Karl Steinbauer oder Walter Höchstädter vertrat mutig, auch gegen das Verbot ihrer Kirchenleitung, sich eigenmächtig zu äußern, eine Position des Protestes.“

## Flugschrift
Anlass für seine achtseitige Schrift waren erlebte Gräuel während seines Kriegseinsatzes, insbesondere in Russland und Frankreich. Zudem berichtete ihm sein Vater während eines Heimaturlaubes vom Prozess gegen die Geschwister Scholl und den Ereignissen rund um den Münchner Laienbrief des Lempp-Kreises. Höchstädter rekapituliert seine Motivation wie folgt: „All diese Ereignisse bewegten mich so, daß ich mich entschloß zu handeln. Ich konnte nimmer schweigen. Ich mußte reden, nachdem unsere Kirchenführer zu den Greueln der Judenvernichtung und den Kriegsverbrechen beharrlich schwiegen. Ich war ja totunglücklich über den Ausgang des Gespräches, welches Professor Hengstenberg und mein Vater das Jahr vorher mit Landesbischof Meiser geführt hatten.“
Der Kirchenhistoriker Berndt Hamm hält die Schrift für „die deutlichste und schärfste Stimme der Bayerischen Landeskirche gegen die nationalsozialistischen Verbrechen.“
Der Zeithistoriker Clemens Vollnhals hebt hervor, dass Höchstädter mit der Schrift als „Privatperson mutigen Widerstand“ leistete „die zum christlichen Bekenntnis für die Juden aufrief“.
Für den Theologen und einstigen Rektor der Humboldt-Universität zu Berlin Heinrich Fink kamen Stimmen wie diese Druckschrift „zeitlich gesehen, zu spät, bildeten aber eine notwendige Vorbedingung und Vorbereitung für die Entstehung einer neuen Schau der christlich-jüdischen Solidarität.“
Der Soziologe und Politikwissenschaftler Daniel Goldhagen sieht die Schrift als äußerst seltenes, leuchtendes Beispiel des Protestes: „In den Annalen der deutschen Geschichte während der NS-Zeit ist Höchstädters Brief mit seiner ausdrücklichen und uneingeschränkten Ablehnung des eliminatorischen Antisemitismus ein außerordentlich seltenes und leuchtendes Beispiel.“
- evangelischer-widerstand.de | Walter Höchstädter: Flugblatt gegen Mord an Juden

## Publikationen
- Communio. Die Einheit der Kirche Jesu. Diebach 1954
- Liturgische Erneuerung? Kaiser, München 1961
- Harmloser Karneval? Schriftenmissions-Verlag, Gladbeck 1964
- Zur Entmythologisierung der Liturgie. Verlag Kirche in der Zeit, Düsseldorf 1966
- Durch den Strudel der Zeiten geführt. Eigenverlag, Bubenreuth 1983 (2. Auflage 1985)
- Der Lemppsche Kreis. In: Evangelische Theologie 48, 1988